# Горушка (Сямженский район)
Горушка — деревня в Сямженском районе Вологодской области.
Входит в состав Житьёвского сельского поселения, с точки зрения административно-территориального деления — в Житьёвский сельсовет.
Расстояние по автодороге до районного центра Сямжи — 13,5 км, до центра муниципального образования Житьёва — 5,5 км. Ближайшие населённые пункты — Вакраково, Жар, Подгорная.
По данным переписи в 2002 году постоянного населения не было.